# La dittatura del sorriso
La dittatura del sorriso è il primo album in studio del gruppo musicale Zetazeroalfa, pubblicato nel 1999.

## Il disco
Il disco è stato pubblicato ufficialmente il 28 ottobre 1999. Trattasi della prima incisione del gruppo romano.

## Tracce
1. La dittatura del sorriso (Intro) – 1:00
2. La nostra marcia – 3:35
3. Indipendenza – 2:52
4. Infame ska – 2:22
5. Boicotta – 3:17
6. Delirio – 2:42
7. Spot – 1:28
8. Zetazero alfa – 2:22
9. Vita mia – 3:36
10. Stati d'afa – 3:20
11. Causa persa – 2:44
12. Grande fratello – 3:01
13. Balla più veloce – 2:41
14. Voci dalla famiglia – 1:03

## Formazione
- Sinevox - voce
- Dr. Zimox - chitarra
- Mr. Malox - chitarra
- Giannihead - basso
- Epolcic - tastiere
- Atom Takemura - batteria